# MMU

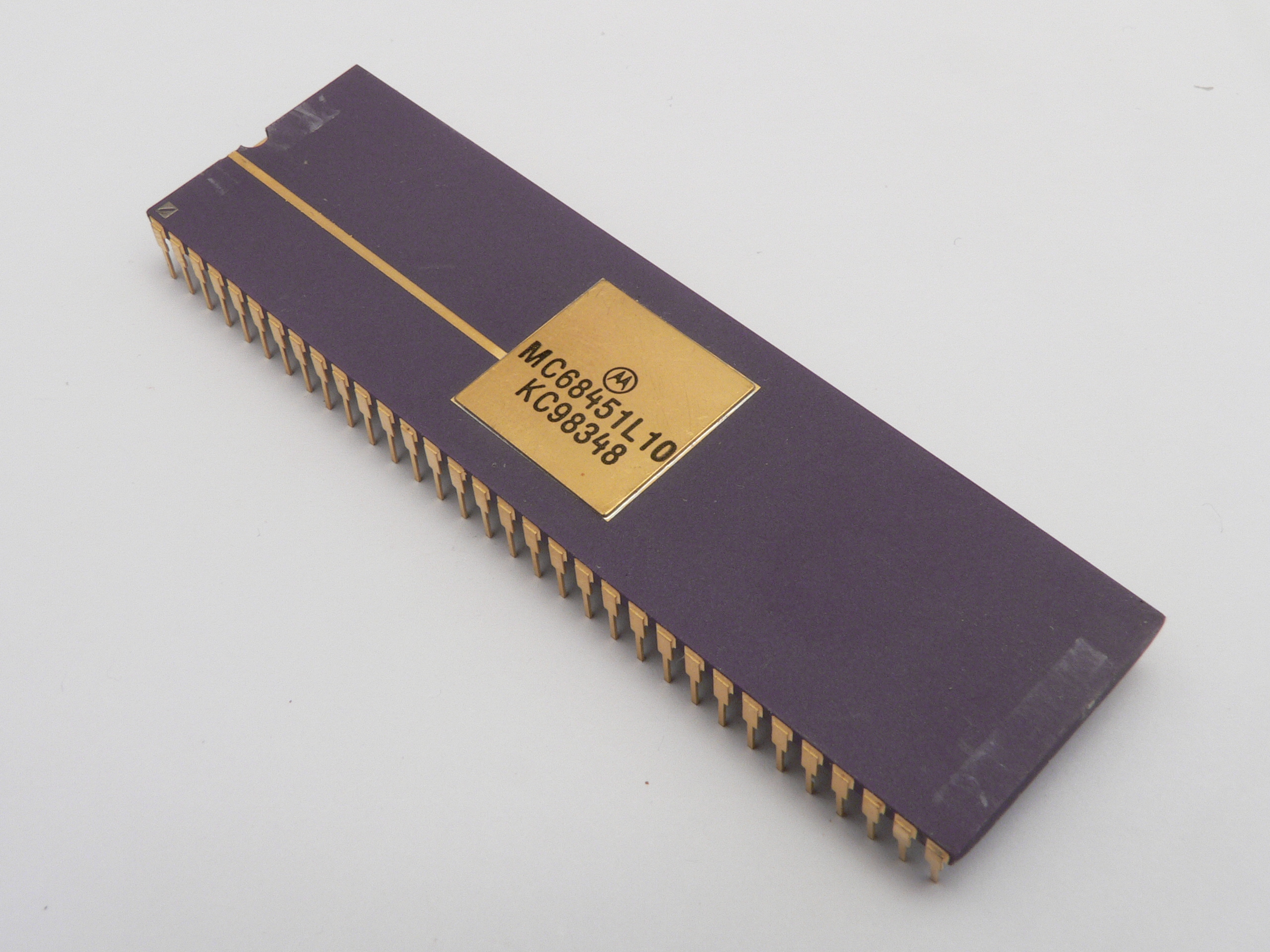
Motorola 68451 MMU.

MMU är en akronym för Memory Management Unit, det vill säga minneshanteringsenhet. Enheten finns i första hand i datorer med en komplicerad minnesstruktur. I tidiga datorer saknades MMU helt och hållet eller hade en separat krets som fungerade som en MMU. I dag har de flesta processorer ett inbyggt stöd för MMU.
En MMU används för att översätta adresser från den virtuella adressrymden till fysiska adresser i minnet. I IA32 så har man tillgång till en minnesrymd på 4GB och detta görs möjligt av MMU:n.

## Olika sorters MMU
- Translation Lookaside Buffer (TLB) MMU
- Fixed Mapping (FM) MMU